# Zachery Bradford
Zachery Bradford (29 de noviembre de 1999) es un deportista de Estados Unidos que compite en atletismo. Ganó una medalla de plata en el Campeonato Mundial de Atletismo Sub-20 de 2018, en la prueba de salto con pértiga.